# Де Пау, Жан-Батист
Жан-Батист Шарль де Пау (фр. Jean-Baptiste нидерл. de Pauw; 31 марта 1852 года, Брюссель — 10 июня 1924 года, Бюссюм) — нидерландский музыкальный педагог, органист и композитор бельгийского происхождения.
Родился в семье музыкантов. Окончил Брюссельскую консерваторию (1873), ученик Альфонса Майи, а также Франсуа Жозефа Фети и Франсуа Огюста Геварта. С 1872 г. органист брюссельской церкви Святого Бонифация. В 1879 г. был удостоен бельгийской Римской премии за кантату «Камоэнс»; в том же году перебрался в Амстердам и занял должность органиста в амстердамском Дворце народного хозяйства, сохранив её до 1895 г.; давал еженедельные концерты. В наибольшей степени, однако, получил признание благодаря своей педагогической деятельности, протекавшей с 1884 г. в Амстердамской консерватории. Среди учеников де Пау были, в частности, Эверт Корнелис, Эдуард ван Бейнум, Антон ван дер Хорст. Из органных пьес де Пау в репертуаре нидерландских органистов сохранилась миниатюра «Грёза любви» (фр. Rêve d'amour).